# Lysimachia insignis
Lysimachia insignis är en viveväxtart som beskrevs av William Botting Hemsley. Lysimachia insignis ingår i släktet lysingar, och familjen viveväxter. Inga underarter finns listade i Catalogue of Life.